# フサホロホロチョウ
フサホロホロチョウ（Acryllium vulturinum、英語: Vulturine Guineafowl）は、キジ目ホロホロチョウ科の鳥類である。
現存するホロホロチョウ科の鳥類の中での最大の種である。他のホロホロチョウ属とは遠い関係にある。

## 分布
アフリカ中央部、東部の乾燥帯に生息。

## 形態
全長は60〜72cmに達し、体重は1～2kg程度である。
ホロホロチョウとしては背が高い。体格は丸く、頭は小さい。
他のホロホロチョウよりも翼、首、脚、尾が長く、成鳥は剥き出しの青い顔と黒い首をしているが、雛には頭に羽毛が無い。後頭部には栗色のビロード状の羽毛が帯状に生えている。
頭部と頸部のハゲワシ(Vulture)のような羽毛が乏しい外観が英名の由来となっている。由来の通り、首から胸にかけては黒と白とコバルト色の藁のような長い羽が生えている。尾羽は垂れ下がっており、一番端は紫のラインがある。
目は成長にするにつれ、灰色から赤に変わっていく。

## 生態
草原、林に生息しており、地上生で、主に木や草の実、芽、球根、昆虫などを食べる。サルの後を追いかけ、サルの落とした果実を食べる習性がある。
繁殖期以外は20~30羽の大きな群れを作る。走るスピードは早いが、飛んで移動することはできない。夜は木の上で寝る。
巣は地上に作り、15個ほどの卵を産み23〜25日で生まれる。雛の面倒はメスだけでなくオスも見る。

## 亜種
ムナジロホロホロチョウ
中央アフリカの原生林に生息。